# Diadelia viossati
Diadelia viossati är en skalbaggsart som beskrevs av Stefan von Breuning 1971. Diadelia viossati ingår i släktet Diadelia och familjen långhorningar.
Artens utbredningsområde är Madagaskar. Inga underarter finns listade i Catalogue of Life.